# Человек-оркестр (фильм, 1900)
«Человек-оркестр» (фр. L'Homme orchestre) — немой короткометражный фантастический фильм Жоржа Мельеса. Премьера состоялась во Франции 1900 года.

## Сюжет
Дирижёр клонируется и управляет оркестром из самого себя. 

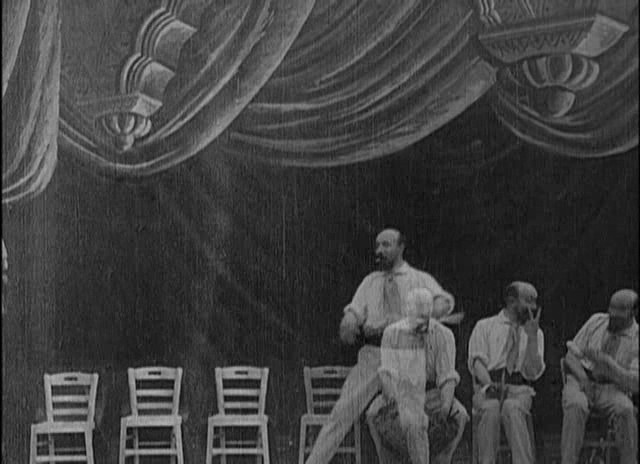
Кадр из фильма

Мужчина (Жорж Мельес) расставляет стулья и мультиплицируется. Позже каждый из клонов начинает играть, создавая настоящий оркестр. Потом все клоны входят в мужчину и стулья исчезают.

## В ролях
- Жорж Мельес — дирижёр

## Художественные особенности
Мельес прозвал это клонирование «трюком ради трюка».

## Критика
Фильм оценили как красивый, созданный мастером кинематографа.